# Posłowie do Parlamentu Europejskiego VII kadencji

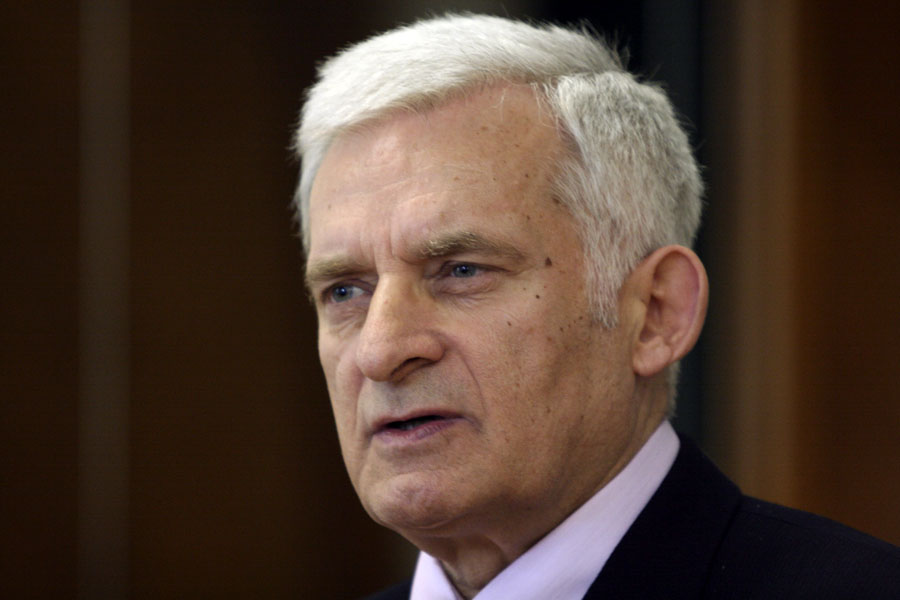
Jerzy Buzek – pierwszy przewodniczący PE VII kadencji

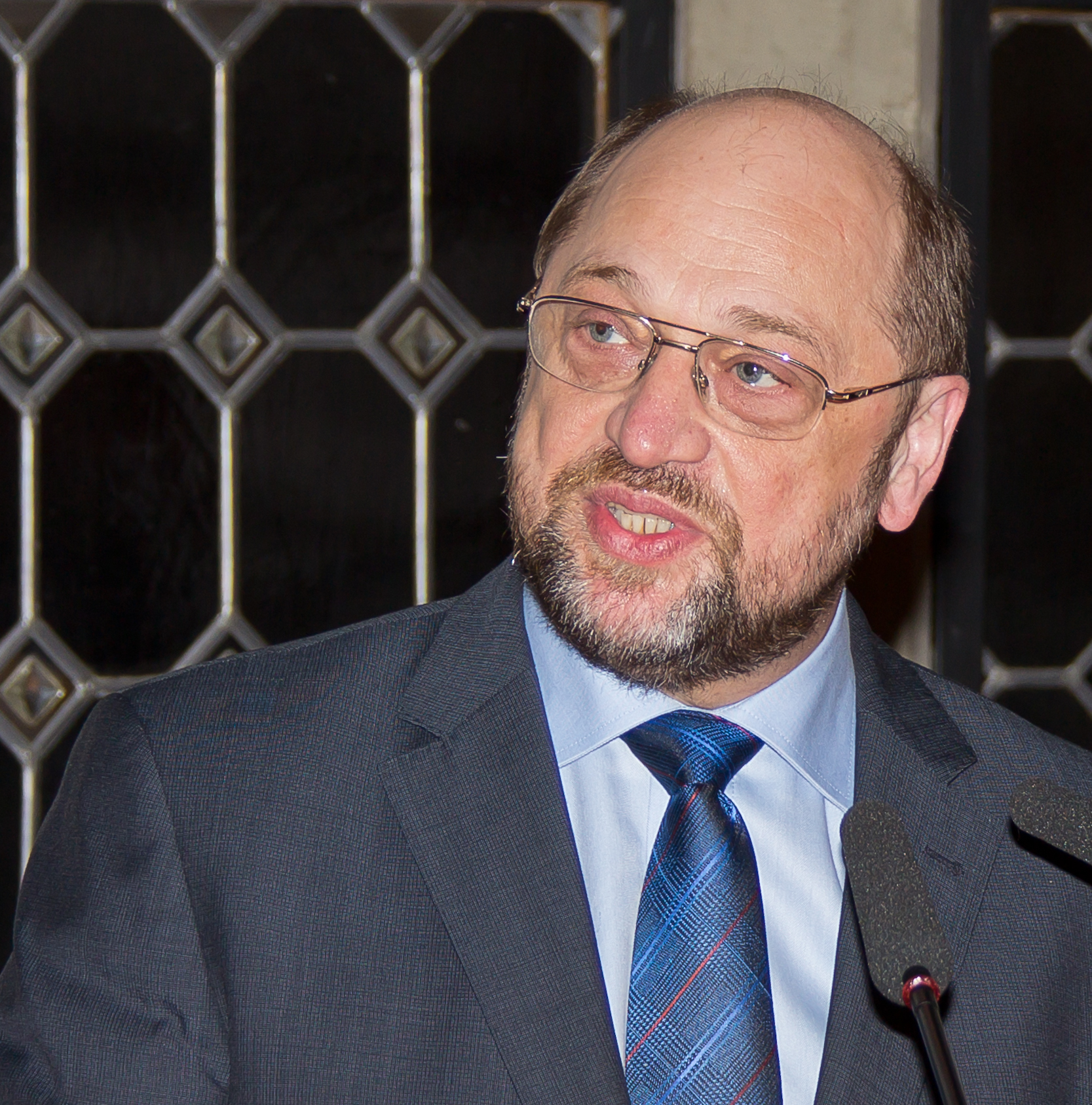
Martin Schulz – drugi przewodniczący PE VII kadencji

Posłowie VII kadencji do Parlamentu Europejskiego zostali wybrani w wyborach przeprowadzonych w 27 państwach członkowskich Unii Europejskiej pomiędzy 4 a 7 czerwca 2009.
Podział 736 mandatów pomiędzy poszczególne państwa członkowskie wynika z postanowień traktatu nicejskiego. W nowym Europarlamencie zasiadło o 49 europosłów mniej w porównaniu z poprzednią kadencją (po akcesie Rumunii i Bułgarii). Po wejściu w życie traktatu lizbońskiego skład został uzupełniony o 18 dodatkowych eurodeputowanych – czterech z Hiszpanii, po dwóch z Austrii, Francji i Szwecji, po jednym z Bułgarii, Holandii, Łotwy, Malty, Polski, Słowenii, Wielkiej Brytanii i Włoch. Ustalanie reguł obsadzenia tych mandatów doprowadziło do dwuletniego przedłużenia się całej procedury. Dodatkowi posłowie objęli mandaty dopiero w dniach od 1 do 15 grudnia 2011.
Po przystąpieniu 1 lipca 2013 Chorwacji do Unii Europejskiej liczba eurodeputowanych zwiększyła się o kolejnych 12 posłów z tego kraju (wybranych w wyborach przeprowadzonych 14 kwietnia 2013) do łącznej liczby 766.
Pod koniec kadencji 2 mandaty belgijskie pozostały nieobsadzone – 1 przypadający flamandzkim chadekom i 1 przypadający walońskim socjalistom.
W Parlamencie Europejskim VII kadencji powołano siedem frakcji politycznych:
- Grupa Europejskiej Partii Ludowej (Chrześcijańscy Demokraci),
- Grupa Postępowego Sojuszu Socjalistów i Demokratów w Parlamencie Europejskim,
- Grupa Porozumienia Liberałów i Demokratów na rzecz Europy,
- Grupa Zielonych / Wolne Przymierze Europejskie,
- Europejscy Konserwatyści i Reformatorzy,
- Konfederacyjna Grupa Zjednoczonej Lewicy Europejskiej / Nordycka Zielona Lewica,
- Europa Wolności i Demokracji.

Na pierwszym posiedzeniu 14 lipca 2009 na przewodniczącego PE wybrano Jerzego Buzka z Europejskiej Partii Ludowej. 17 stycznia 2012 zastąpił go Martin Schulz z Postępowego Sojuszu Socjalistów i Demokratów, a 18 czerwca 2014 pełniącym obowiązki został Gianni Pittella (również z S&D). Kadencja zakończyła się 30 czerwca 2014.

## Deputowani według grup poselskich

### Europejska Partia Ludowa
| Państwo    | Lista   | Posłowie | Liczba |
| ---------- | ------- | --- | ------ |
| Austria    | ÖVP     | Heinz Becker, Othmar Karas, Elisabeth Köstinger, Hubert Pirker, Paul Rübig, Richard Seeber | 6      |
| Belgia     | CD&V    | Ivo Belet, Marianne Thyssen | 2      |
| Belgia     | cdH     | Anne Delvaux | 1      |
| Belgia     | CSP     | Mathieu Grosch | 1      |
| Bułgaria   | GERB    | Marija Gabriel, Andrej Kowaczew, Monika Panajotowa, Presław Borisow, Władimir Uruczew | 5      |
| Bułgaria   | SK-DSB  | Swetosław Malinow, Nadeżda Nejnski | 2      |
| Chorwacja  | HDZ     | Zdravka Bušić, Ivana Maletić, Andrej Plenković, Davor Stier, Dubravka Šuica | 5      |
| Cypr       | DISY    | Andreas Pitsilidis, Eleni Teocharus | 2      |
| Czechy     | KDU-ČSL | Jan Březina, Zuzana Roithová | 2      |
| Dania      | C       | Bendt Bendtsen | 1      |
| Estonia    | IRL     | Tunne Kelam | 1      |
| Finlandia  | Kok.    | Eija-Riitta Korhola, Sirpa Pietikäinen, Petri Sarvamaa | 3      |
| Finlandia  | KD      | Sari Essayah | 1      |
| Francja    | UMP     | Sophie Auconie, Jean-Pierre Audy, Nora Berra, Philippe Boulland, Alain Cadec, Jean-Marie Cavada, Arnaud Danjean, Michel Dantin, Rachida Dati, Joseph Daul (przewodniczący grupy), Gaston Franco, Marielle Gallo, Jean-Paul Gauzès, Françoise Grossetête, Brice Hortefeux, Philippe Juvin, Alain Lamassoure, Agnès Le Brun, Constance Le Grip, Véronique Mathieu, Élisabeth Morin-Chartier, Maurice Ponga, Franck Proust, Dominique Riquet, Jean Roatta, Tokia Saïfi, Marie-Thérèse Sanchez-Schmid, Michèle Striffler, Christine de Veyrac, Dominique Vlasto                           | 30     |
| Grecja     | ND      | Marieta Janaku, Jorgos Kumutsakos, Rodi Kratsa-Tsangaropulu, Jorgos Papanikolau, Jeorjos Papastamkos, Kostas Pupakis, Janis Tsukalas | 7      |
| Hiszpania  | PP      | Pablo Arias Echeverría, Pilar Ayuso González, Pilar del Castillo, Auxiliadora Correa, Agustín Díaz de Mera, Rosa Estaràs, Santiago Fisas Ayxelá, Carmen Fraga Estévez, Salvador Garriga Polledo, Luis de Grandes, Cristina Gutiérrez-Cortines, María Esther Herranz García, Carlos Iturgaiz Angulo, Teresa Jiménez-Becerril, Verónica Lope Fontagne, Antonio López-Istúriz White, Gabriel Mato Adrover, Jaime Mayor Oreja, Francisco Millán Mon, Juan Naranjo Escobar, Eva Ortiz Vilella, José Salafranca Sánchez-Neyra, Alejo Vidal-Quadras, Pablo Zalba Bidegain                    | 24     |
| Hiszpania  | CpE-CiU | Salvador Sedó | 1      |
| Holandia   | CDA     | Wim van de Camp, Esther de Lange, Lambert van Nistelrooij, Ria Oomen-Ruijten, Corien Wortmann-Kool | 5      |
| Irlandia   | FG      | Jim Higgins, Seán Kelly, Mairead McGuinness, Gay Mitchell | 4      |
| Litwa      | TS-LKD  | Laima Andrikienė, Vytautas Landsbergis, Radvilė Morkūnaitė, Algirdas Saudargas | 4      |
| Luksemburg | CSV     | Georges Bach, Frank Engel, Astrid Lulling | 3      |
| Łotwa      | PS      | Sandra Kalniete, Kārlis Šadurskis, Inese Vaidere | 3      |
| Łotwa      | JL      | Arturs Krišjānis Kariņš | 1      |
| Malta      | PN      | David Casa, Roberta Metsola | 2      |
| Niemcy     | CDU     | Burkhard Balz, Reimer Böge, Elmar Brok, Daniel Caspary, Birgit Collin-Langen, Christian Ehler, Karl-Heinz Florenz, Michael Gahler, Ingeborg Gräßle, Peter Jahr, Elisabeth Jeggle, Christa Klaß, Dieter-Lebrecht Koch, Annette Koewius, Werner Kuhn, Werner Langen, Hans-Peter Liese, Thomas Mann, Hans-Peter Mayer, Doris Pack, Markus Pieper, Hans-Gert Pöttering, Godelieve Quisthoudt-Rowohl, Herbert Reul, Horst Schnellhardt, Birgit Schnieber-Jastram, Andreas Schwab, Renate Sommer, Thomas Ulmer, Sabine Verheyen, Axel Voss, Rainer Wieland, Hermann Winkler, Joachim Zeller | 34     |
| Niemcy     | CSU     | Albert Deß, Markus Ferber, Monika Hohlmeier, Martin Kastler, Angelika Niebler, Bernd Posselt, Gabriele Stauner, Manfred Weber | 8      |
| Polska     | PO      | Piotr Borys, Jerzy Buzek, Małgorzata Handzlik, Jolanta Hibner, Danuta Hübner, Danuta Jazłowiecka, Sidonia Jędrzejewska, Filip Kaczmarek, Jan Kozłowski, Krzysztof Lisek, Elżbieta Łukacijewska, Bogdan Marcinkiewicz, Sławomir Nitras, Jan Olbrycht, Jacek Protasiewicz, Tadeusz Ross, Jacek Saryusz-Wolski, Joanna Skrzydlewska, Bogusław Sonik, Róża Thun, Jarosław Wałęsa, Zbigniew Zaleski, Paweł Zalewski, Tadeusz Zwiefka | 24     |
| Polska     | PSL     | Arkadiusz Bratkowski, Andrzej Grzyb, Jarosław Kalinowski, Czesław Siekierski | 4      |
| Portugalia | PSD     | Regina Bastos, Maria do Céu Patrão, Carlos Coelho, Joaquim Cruz, Mário David, José Manuel Fernandes, Paulo Rangel, Nuno Teixeira | 8      |
| Portugalia | CDS     | Diogo Feio, Nuno Melo | 2      |
| Rumunia    | PD-L    | Elena Antonescu, Sebastian Bodu, Petru Luhan, Monica Macovei, Marian-Jean Marinescu, Iosif Matula, Rareș-Lucian Niculescu, Cristian Preda, Theodor Stolojan, Traian Ungureanu | 10     |
| Rumunia    | UDMR    | Csaba Sógor, László Tőkés, Gyula Winkler | 3      |
| Rumunia    | Niez.   | Elena Băsescu | 1      |
| Słowacja   | SDKÚ-DS | Eduard Kukan, Peter Šťastný | 2      |
| Słowacja   | SMK     | Edit Bauer, Alajos Mészáros | 2      |
| Słowacja   | KDH     | Miroslav Mikolášik, Anna Záborská | 2      |
| Słowenia   | SDS     | Romana Jordan, Zofija Mazej Kukovič, Milan Zver | 3      |
| Słowenia   | NSi     | Lojze Peterle | 1      |
| Szwecja    | M       | Anna Maria Corazza Bildt, Christofer Fjellner, Gunnar Hökmark, Anna Ibrisagic | 4      |
| Szwecja    | KD      | Alf Svensson | 1      |
| Węgry      | Fidesz  | Zoltán Bagó, Tamás Deutsch, Kinga Gál, Ildikó Gáll Pelczné, Béla Glattfelder, András Gyürk, Ágnes Hankiss, Balázs Hidvéghi, Lívia Járóka, Ádám Kósa, Csaba Őry, György Schöpflin, József Szájer | 14     |
| Węgry      | KDNP    | László Surján | 14     |
| Włochy     | PdL     | Roberta Angelilli, Alfredo Antoniozzi, Raffaele Baldassarre, Paolo Bartolozzi, Sergio Berlato, Fabrizio Bertot, Vito Bonsignore, Antonio Cancian, Lara Comi, Carlo Fidanza, Elisabetta Gardini, Giuseppe Gargani, Salvatore Iacolino, Giovanni La Via, Clemente Mastella, Barbara Matera, Erminia Mazzoni, Alfredo Pallone, Aldo Patriciello, Enzo Rivellini, Licia Ronzulli, Potito Salatto, Amalia Sartori, Marco Scurria, Sergio Silvestris, Salvatore Tatarella, Iva Zanicchi | 27     |
| Włochy     | UdC     | Antonello Antinoro, Carlo Casini, Ciriaco De Mita, Tiziano Motti, Gino Trematerra | 5      |
| Włochy     | SVP     | Herbert Dorfmann | 1      |
| Włochy     | LN      | Oreste Rossi | 1      |
| Razem      | Razem   | Razem | 273    |

### Postępowy Sojusz Socjalistów i Demokratów
| Państwo         | Lista   | Posłowie | Liczba |
| --------------- | ------- | --- | ------ |
| Austria         | SPÖ     | Karin Kadenbach, Jörg Leichtfried, Evelyn Regner, Hannes Swoboda (przewodniczący grupy od 2012), Josef Weidenholzer | 5      |
| Belgia          | PS      | Véronique De Keyser, Marc Tarabella | 2      |
| Belgia          | sp.a    | Kathleen Van Brempt, Saїd El Khadraoui | 2      |
| Bułgaria        | BSP     | Ilijana Jotowa, Iwajło Kałfin, Ewgeni Kiriłow, Marusja Lubczewa | 4      |
| Chorwacja       | SDP     | Marino Baldini, Biljana Borzan, Sandra Petrović Jakovina, Tonino Picula, Oleg Valjalo | 5      |
| Cypr            | EDEK    | Sofoklis Sofokleus | 1      |
| Cypr            | DIKO    | Andigoni Papadopulu | 1      |
| Czechy          | ČSSD    | Zuzana Brzobohatá, Robert Dušek, Richard Falbr, Vojtěch Mynář, Pavel Poc, Libor Rouček, Olga Sehnalová | 7      |
| Dania           | A       | Ole Christensen, Claus Larsen-Jensen, Britta Thomsen, Christel Schaldemose | 4      |
| Dania           | F       | Emilie Turunen | 1      |
| Estonia         | SDE     | Katrin Saks | 1      |
| Finlandia       | SDP     | Liisa Jaakonsaari, Mitro Repo | 2      |
| Francja         | PS      | Éric Andrieu, Pervenche Berès, Françoise Castex, Jean-Louis Cottigny, Sylvie Guillaume, Liêm Hoang-Ngoc, Gilles Pargneaux, Vincent Peillon, Christine Revault d’Allonnes, Isabelle Thomas, Patrice Tirolien, Catherine Trautmann, Bernadette Vergnaud, Henri Weber | 14     |
| Grecja          | PASOK   | Kriton Arsenis, Spiridon Danelis, Dimitris Drutsas, Maria Eleni Kopa, Ani Podimata, Silwana Rapti, Chrisula Saatsoglu-Paliadeli, Jorgos Stawrakakis | 8      |
| Hiszpania       | PSOE    | Josefa Andrés Barea, Inés Ayala, María Badia, Alejandro Cercas, Ricardo Cortés Lastra, Vicente Garcés Ramón, Dolores García-Hierro, Iratxe García, Eider Gardiazabal Rubial, Enrique Guerrero Salom, Sergio Gutiérrez Prieto, María Irigoyen Pérez, Juan Fernando López Aguilar, Miguel Ángel Martínez Martínez, Antonio Masip Hidalgo, Emilio Menéndez, María Muñiz de Urquiza, Raimon Obiols, Juan Andrés Perelló Rodríguez, Teresa Riera, Carmen Romero, Antolín Sánchez, Luis Yáñez-Barnuevo | 23     |
| Holandia        | PvdA    | Thijs Berman, Emine Bozkurt, Judith Merkies | 3      |
| Irlandia        | Lab.    | Emer Costello, Phil Prendergast | 2      |
| Litwa           | LSDP    | Zigmantas Balčytis, Vilija Blinkevičiūtė, Justas Vincas Paleckis | 3      |
| Luksemburg      | LSAP    | Robert Goebbels | 1      |
| Łotwa           | SC-TSP  | Aleksandr Mirski | 1      |
| Malta           | PL      | Claudette Abela Baldacchino, John Attard-Montalto, Joseph Cuschieri, Marlene Mizzi | 4      |
| Niemcy          | SPD     | Udo Bullmann, Ismail Ertug, Knut Fleckenstein, Evelyne Gebhardt, Jens Geier, Norbert Glante, Matthias Groote, Jutta Haug, Petra Kammerevert, Constanze Krehl, Wolfgang Kreissl-Dörfler, Bernd Lange, Josef Leinen, Norbert Neuser, Bernhard Rapkay, Ulrike Rodust, Dagmar Roth-Behrendt, Martin Schulz (przewodniczący grupy do 2012), Peter Simon, Birgit Sippel, Jutta Steinruck, Barbara Weiler, Kerstin Westphal                                                                             | 23     |
| Polska          | SLD-UP  | Lidia Geringer de Oedenberg, Adam Gierek, Bogusław Liberadzki, Wojciech Olejniczak, Joanna Senyszyn, Marek Siwiec, Janusz Zemke | 7      |
| Portugalia      | PS      | Luís Paulo Alves, Luís Capoulas Santos, António Correia de Campos, Edite Estrela, Elisa Ferreira, Ana Gomes, Vital Moreira | 7      |
| Rumunia         | PSD     | Victor Boștinaru, Minodora Cliveti, Corina Crețu, Viorica Dăncilă, Ioan Enciu, Cătălin-Sorin Ivan, Ioan-Mircea Pașcu, Daciana Sârbu, Silvia Adriana Țicău | 10     |
| Rumunia         | PC      | George Sabin Cutaș | 10     |
| Rumunia         | PRM     | Claudiu Ciprian Tănăsescu | 1      |
| Słowacja        | Smer-SD | Monika Flašíková-Beňová, Vladimír Maňka, Katarína Neveďalová, Monika Smolková, Boris Zala | 5      |
| Słowenia        | SD      | Tanja Fajon, Mojca Kleva | 2      |
| Szwecja         | SAP     | Göran Färm, Anna Hedh, Olle Ludvigsson, Jens Nilsson, Marita Ulvskog, Åsa Westlund | 6      |
| Węgry           | MSZP    | Kinga Göncz, Zita Gurmai, Edit Herczog, Csaba Tabajdi | 4      |
| Wielka Brytania | LP      | Michael Cashman, Mary Honeyball, Richard Howitt, Stephen Hughes, David Martin, Linda McAvan, Arlene McCarthy, Claude Moraes, Brian Simpson, Peter Skinner, Catherine Stihler, Derek Vaughan, Glenis Willmott | 13     |
| Włochy          | PD      | Francesca Balzani, Giovanni Barbagallo, Luigi Berlinguer, Rita Borsellino, Salvatore Caronna, Sergio Cofferati, Silvia Costa, Andrea Cozzolino, Francesco De Angelis, Paolo De Castro, Leonardo Domenici, Franco Frigo, Roberto Gualtieri, Guido Milana, Pier Antonio Panzeri, Mario Pirillo, Gianni Pittella, Vittorio Prodi, David Sassoli, Patrizia Toia | 20     |
| Włochy          | IdV     | Pino Arlacchi, Vincenzo Iovine, Andrea Zanoni | 3      |
| Razem           | Razem   | Razem | 195    |

### Porozumienie Liberałów i Demokratów na rzecz Europy
| Państwo         | Lista    | Posłowie | Liczba |
| --------------- | -------- | --- | ------ |
| Belgia          | Open VLD | Philippe De Backer, Annemie Neyts-Uyttebroeck, Guy Verhofstadt (przewodniczący grupy) | 3      |
| Belgia          | MR       | Louis Michel, Frédérique Ries | 2      |
| Bułgaria        | DPS      | Filiz Chjusmenowa, Metin Kazak, Władko Panajotow | 3      |
| Bułgaria        | NDSW     | Stanimir Iłczew, Antonija Pyrwanowa | 2      |
| Dania           | V        | Anne E. Jensen, Morten Løkkegaard, Jens Rohde | 3      |
| Estonia         | KE       | Siiri Oviir, Vilja Savisaar | 2      |
| Estonia         | RE       | Kristiina Ojuland | 1      |
| Finlandia       | Kesk.    | Anneli Jäätteenmäki, Riikka Pakarinen, Hannu Takkula | 3      |
| Finlandia       | SFP      | Nils Torvalds | 1      |
| Francja         | MoDem    | Jean-Luc Bennahmias, Sylvie Goulard, Nathalie Griesbeck, Corinne Lepage, Robert Rochefort, Marielle de Sarnez | 6      |
| Grecja          | ND       | Teodoros Skilakakis | 1      |
| Hiszpania       | CpE-CiU  | Ramon Tremosa | 2      |
| Hiszpania       | CpE-PNV  | Izaskun Bilbao | 2      |
| Holandia        | VVD      | Hans van Baalen, Toine Manders, Jan Mulder | 3      |
| Holandia        | D66      | Gerben-Jan Gerbrandy, Sophie in ’t Veld, Marietje Schaake | 3      |
| Irlandia        | FF       | Liam Aylward, Brian Crowley, Pat Gallagher | 3      |
| Irlandia        | Niez.    | Marian Harkin | 1      |
| Litwa           | DP       | Justina Vitkauskaitė-Bernard | 1      |
| Litwa           | LRLS     | Leonidas Donskis | 1      |
| Luksemburg      | DP       | Charles Goerens | 1      |
| Łotwa           | LPP/LC   | Ivars Godmanis | 1      |
| Niemcy          | FDP      | Alexander Alvaro, Jorgo Chatzimarkakis, Jürgen Creutzmann, Alexander Graf Lambsdorff, Nadja Hirsch, Wolf Klinz, Silvana Koch-Mehrin, Holger Krahmer, Gesine Meißner, Britta Reimers, Alexandra Thein, Michael Theurer | 12     |
| Rumunia         | PNL      | Roberto Dietrich, Eduard Hellvig, Norica Nicolai, Adina Vălean, Renate Weber | 4      |
| Słowacja        | LS-HZDS  | Sergej Kozlík | 1      |
| Słowenia        | LDS      | Jelko Kacin | 1      |
| Słowenia        | Zares    | Ivo Vajgl | 1      |
| Szwecja         | FP       | Marit Paulsen, Olle Schmidt, Cecilia Wikström | 3      |
| Szwecja         | C        | Kent Johansson | 1      |
| Wielka Brytania | LD       | Catherine Bearder, Phil Bennion, Sharon Bowles, Chris Davies, Andrew Duff, Fiona Hall, Sarah Ludford, George Lyon, Bill Newton Dunn, Rebecca Elisabeth Taylor, Graham Watson                                          | 11     |
| Wielka Brytania | CP       | Edward McMillan-Scott | 1      |
| Włochy          | IdV      | Sonia Alfano, Niccolò Rinaldi, Giommaria Uggias, Gianni Vattimo | 4      |
| Razem           | Razem    | Razem | 82     |

### Zieloni/Wolny Sojusz Europejski
| Państwo         | Lista     | Posłowie | Liczba |
| --------------- | --------- | --- | ------ |
| Austria         | Zieloni   | Eva Lichtenberger, Ulrike Lunacek | 2      |
| Belgia          | Ecolo     | Isabelle Durant, Philippe Lamberts | 2      |
| Belgia          | Groen     | Bart Staes | 1      |
| Belgia          | N-VA      | Mark Demesmaeker | 1      |
| Dania           | F         | Margrete Auken | 1      |
| Estonia         | Niez.     | Indrek Tarand | 1      |
| Finlandia       | Vihr.     | Tarja Cronberg, Satu Hassi | 2      |
| Francja         | E-É       | François Alfonsi, Sandrine Bélier, Malika Benarab-Attou, Jean-Paul Besset, José Bové, Pascal Canfin, Yves Cochet, Daniel Cohn-Bendit (współprzewodniczący grupy), Karima Delli, Hélène Flautre, Catherine Grèze, Yannick Jadot, Eva Joly, Nicole Kiil-Nielsen, Michèle Rivasi | 15     |
| Grecja          | Zieloni   | Nikos Chrisojelos | 1      |
| Hiszpania       | EdlP-LV   | Inaki Irazabalbeitia | 1      |
| Hiszpania       | ICV       | Raül Romeva | 1      |
| Holandia        | GL        | Judith Sargentini, Bas Eickhout, Marije Cornelissen | 3      |
| Luksemburg      | déi gréng | Claude Turmes | 1      |
| Łotwa           | PCTVL     | Tatjana Ždanoka | 1      |
| Niemcy          | Grünen    | Jan Philipp Albrecht, Hiltrud Breyer, Reinhard Bütikofer, Michael Cramer, Sven Giegold, Gerald Häfner, Rebecca Harms (współprzewodnicząca grupy), Martin Häusling, Ska Keller, Barbara Lochbihler, Heide Rühle, Elisabeth Schroedter, Werner Schulz, Helga Trüpel             | 14     |
| Portugalia      | BE        | Rui Tavares | 1      |
| Szwecja         | MP        | Isabella Lövin, Carl Schlyter | 2      |
| Szwecja         | PP        | Amelia Andersdotter, Christian Engström | 2      |
| Wielka Brytania | GPEW      | Jean Lambert, Keith Taylor | 2      |
| Wielka Brytania | SNP       | Ian Hudghton, Alyn Smith | 2      |
| Wielka Brytania | PC        | Jill Evans | 1      |
| Razem           | Razem     | Razem | 58     |

### Europejscy Konserwatyści i Reformatorzy
| Państwo         | Lista   | Posłowie | Liczba |
| --------------- | ------- | --- | ------ |
| Belgia          | LDD     | Derk Jan Eppink | 1      |
| Chorwacja       | HSP AS  | Ruža Tomašić | 1      |
| Czechy          | ODS     | Milan Cabrnoch, Andrea Češková, Hynek Fajmon, Edvard Kožušník, Miroslav Ouzký, Ivo Strejček, Evžen Tošenovský, Oldřich Vlasák, Jan Zahradil (przewodniczący grupy w 2011) | 9      |
| Dania           | O       | Anna Rosbach Andersen | 1      |
| Holandia        | CU      | Peter van Dalen | 1      |
| Litwa           | AWPL    | Waldemar Tomaszewski | 1      |
| Łotwa           | TB/LNKK | Roberts Zīle | 1      |
| Polska          | PiS     | Adam Bielan, Ryszard Czarnecki, Marek Gróbarczyk, Michał Kamiński (przewodniczący grupy do 2011), Paweł Kowal, Ryszard Legutko, Marek Migalski, Mirosław Piotrowski, Tomasz Poręba, Konrad Szymański, Janusz Wojciechowski | 11     |
| Polska          | PO      | Artur Zasada | 1      |
| Węgry           | MDF     | Lajos Bokros | 1      |
| Wielka Brytania | CP      | Richard Ashworth, Robert Atkins, Philip Bradbourn, Martin Callanan (przewodniczący grupy od 2011), Giles Chichester, Nirj Deva, James Elles, Vicky Ford, Jacqueline Foster, Ashley Fox, Julie Girling, Daniel Hannan, Malcolm Harbour, Syed Kamall, Sajjad Karim, Timothy Kirkhope, Emma McClarkin, Anthea McIntyre, Struan Stevenson, Robert Sturdy, Kay Swinburne, Charles Tannock, Geoffrey Van Orden, Marina Yannakoudakis | 24     |
| Wielka Brytania | UKIP    | Marta Andreasen, David Campbell Bannerman | 2      |
| Wielka Brytania | UCUNF   | Jim Nicholson | 1      |
| Włochy          | PdL     | Isabella De Martini, Cristiana Muscardini | 2      |
| Razem           | Razem   | Razem | 57     |

### Zjednoczona Lewica Europejska
| Państwo         | Lista  | Posłowie | Liczba |
| --------------- | ------ | --- | ------ |
| Chorwacja       | HL-SR  | Nikola Vuljanić | 1      |
| Cypr            | AKEL   | Takis Chadzijeorjiu, Kiriakos Triandafilidis | 2      |
| Czechy          | KSČM   | Věra Flasarová, Jaromír Kohlíček, Jiří Maštálka, Miloslav Ransdorf                                                                                      | 4      |
| Dania           | N      | Rina Ronja Kari | 1      |
| Francja         | PCF+PG | Jacky Hénin, Patrick Le Hyaric, Jean-Luc Mélenchon, Marie-Christine Vergiat                                                                             | 4      |
| Francja         | PCR    | Younous Omarjee | 1      |
| Grecja          | KKE    | Jeorjos Gikopulos, Jeorjos Tusas | 2      |
| Grecja          | Syriza | Nikolaos Chundis | 1      |
| Hiszpania       | IU     | Willy Meyer | 1      |
| Holandia        | SP     | Dennis de Jong, Kartika Liotard | 2      |
| Irlandia        | PS     | Paul Murphy | 1      |
| Łotwa           | SC-LSP | Alfrēds Rubiks | 1      |
| Niemcy          | Linke  | Cornelia Ernst, Thomas Händel, Jürgen Klute, Sabine Lösing, Martina Michels, Helmut Scholz, Sabine Wils, Gabriele Zimmer (przewodnicząca grupy od 2012) | 8      |
| Portugalia      | BE     | Marisa Matias, Alda Sousa | 2      |
| Portugalia      | CDU    | João Manuel Ferreira, Inês Zuber | 2      |
| Szwecja         | V      | Mikael Gustafsson | 1      |
| Wielka Brytania | SF     | Martina Anderson | 1      |
| Razem           | Razem  | Razem | 35     |

### Europa Wolności i Demokracji
| Państwo         | Lista | Posłowie | Liczba |
| --------------- | ----- | --- | ------ |
| Belgia          | VB    | Frank Vanhecke | 1      |
| Bułgaria        | Ataka | Sławczo Binew | 1      |
| Dania           | O     | Morten Messerschmidt | 1      |
| Finlandia       | PS    | Sampo Terho | 1      |
| Francja         | MPF   | Philippe de Villiers | 1      |
| Grecja          | LAOS  | Nikolaos Salawrakos, Niki Dzawela | 2      |
| Holandia        | SGP   | Bastiaan Belder | 1      |
| Litwa           | TiT   | Juozas Imbrasas, Rolandas Paksas | 2      |
| Polska          | PiS   | Tadeusz Cymański, Jacek Kurski, Jacek Włosowicz, Zbigniew Ziobro                                                                                    | 4      |
| Słowacja        | SNS   | Jaroslav Paška | 1      |
| Wielka Brytania | UKIP  | Stuart Agnew, Gerard Batten, John Bufton, Derek Clark, William Legge, Nigel Farage (współprzewodniczący grupy), Paul Nuttall                        | 7      |
| Wielka Brytania | CP    | Roger Helmer | 1      |
| Włochy          | LN    | Mara Bizzotto, Lorenzo Fontana, Claudio Morganti, Fiorello Provera, Matteo Salvini, Giancarlo Scottà, Francesco Speroni (współprzewodniczący grupy) | 7      |
| Włochy          | UdC   | Magdi Allam | 1      |
| Razem           | Razem | Razem | 31     |

### Niezrzeszeni
| Państwo         | Lista  | Posłowie                                                                                      | Liczba |
| --------------- | ------ | --------------------------------------------------------------------------------------------- | ------ |
| Austria         | LHPM   | Martin Ehrenhauser, Hans-Peter Martin, Angelika Werthmann                                     | 3      |
| Austria         | FPÖ    | Andreas Mölzer, Franz Obermayr                                                                | 2      |
| Austria         | BZÖ    | Ewald Stadler                                                                                 | 1      |
| Belgia          | VB     | Philip Claeys                                                                                 | 1      |
| Bułgaria        | Ataka  | Dimityr Stojanow                                                                              | 1      |
| Francja         | FN     | Bruno Gollnisch, Jean-Marie Le Pen, Marine Le Pen                                             | 3      |
| Hiszpania       | UPyD   | Francisco Sosa Wagner                                                                         | 1      |
| Holandia        | PVV    | Lucas Hartong, Laurence Stassen, Patricia van der Kammen, Daniël van der Stoep, Auke Zijlstra | 5      |
| Irlandia        | Lab.   | Nessa Childers                                                                                | 1      |
| Rumunia         | PRM    | Corneliu Vadim Tudor, Dan Zamfirescu                                                          | 2      |
| Rumunia         | PSD    | Adrian Severin                                                                                | 1      |
| Węgry           | Jobbik | Béla Kovács, Krisztina Morvai, Csanád Szegedi                                                 | 3      |
| Wielka Brytania | UKIP   | Godfrey Bloom, Trevor Colman, Mike Nattrass, Nikki Sinclaire                                  | 4      |
| Wielka Brytania | BNP    | Andrew Brons, Nick Griffin                                                                    | 2      |
| Wielka Brytania | DUP    | Diane Dodds                                                                                   | 1      |
| Włochy          | LN     | Mario Borghezio                                                                               | 1      |
| Włochy          | PD     | Franco Bonanini                                                                               | 1      |
| Razem           | Razem  | Razem                                                                                         | 33     |

## Zmiany w składzie Parlamentu Europejskiego

### Byli posłowie do PE
| Państwo         | Lista    | Były poseł                   | Wygaśnięcie mandatu  | Następca                      | Objęcie mandatu      |
| --------------- | -------- | ---------------------------- | -------------------- | ----------------------------- | -------------------- |
| Austria         | ÖVP      | Hella Ranner                 | 31 marca 2011        | Heinz Becker                  | 1 kwietnia 2011      |
| Austria         | ÖVP      | Ernst Strasser               | 23 marca 2011        | Hubert Pirker                 | 31 marca 2011        |
| Belgia          | CD&V     | Jean-Luc Dehaene             | 15 maja 2014         | mandat pozostał nieobsadzony  | –                    |
| Belgia          | N-VA     | Frieda Brepoels              | 30 stycznia 2013     | Mark Demesmaeker              | 1 lutego 2013        |
| Belgia          | PS       | Jean-Claude Marcourt         | 15 lipca 2009        | Marc Tarabella                | 16 lipca 2009        |
| Belgia          | PS       | Frédéric Daerden             | 15 lipca 2009        | mandat pozostał nieobsadzony  | –                    |
| Belgia          | Open VLD | Dirk Sterckx                 | 5 września 2011      | Philippe De Backer            | 7 września 2011      |
| Bułgaria        | GERB     | Iliana Iwanowa               | 31 grudnia 2012      | Presław Borisow               | 1 stycznia 2013      |
| Bułgaria        | GERB     | Emił Stojanow                | 15 listopada 2012    | Monika Panajotowa             | 6 grudnia 2012       |
| Bułgaria        | GERB     | Rumjana Żelewa               | 26 lipca 2009        | Andrej Kowaczew               | 24 sierpnia 2009     |
| Bułgaria        | BSP      | Kristian Wigenin             | 28 maja 2013         | Marusja Lubczewa              | 7 czerwca 2013       |
| Cypr            | DISY     | Joanis Kasulidis             | 28 lutego 2013       | Andreas Pitsilidis            | 4 marca 2013         |
| Cypr            | EDEK     | Kiriakos Mawronikolas        | 31 sierpnia 2012     | Sofoklis Sofokleus            | 1 września 2012      |
| Czechy          | ČSSD     | Jiří Havel [zgon]            | 8 lipca 2012         | Vojtěch Mynář                 | 23 lipca 2012        |
| Czechy          | KSČM     | Vladimír Remek               | 15 grudnia 2013      | Věra Flasarová                | 13 stycznia 2014     |
| Dania           | A        | Dan Jørgensen                | 11 grudnia 2013      | Claus Larsen-Jensen           | 13 grudnia 2013      |
| Dania           | N        | Søren Søndergaard            | 4 lutego 2014        | Rina Ronja Kari               | 5 lutego 2014        |
| Estonia         | SDE      | Ivari Padar                  | 6 kwietnia 2014      | Katrin Saks                   | 7 kwietnia 2014      |
| Finlandia       | SFP      | Carl Haglund                 | 4 lipca 2012         | Nils Torvalds                 | 5 lipca 2012         |
| Finlandia       | Vihr.    | Heidi Hautala                | 21 czerwca 2011      | Tarja Cronberg                | 22 czerwca 2011      |
| Finlandia       | Kok.     | Ville Itälä                  | 1 marca 2012         | Petri Sarvamaa                | 1 marca 2012         |
| Finlandia       | PS       | Timo Soini                   | 25 kwietnia 2011     | Sampo Terho                   | 26 kwietnia 2011     |
| Francja         | UMP      | Damien Abad                  | 16 czerwca 2012      | Michel Dantin                 | 17 czerwca 2012      |
| Francja         | UMP      | Michel Barnier               | 9 lutego 2010        | Constance Le Grip             | 10 lutego 2010       |
| Francja         | UMP      | Dominique Baudis             | 22 czerwca 2011      | Franck Proust                 | 23 czerwca 2011      |
| Francja         | UMP      | Christophe Béchu             | 31 grudnia 2010      | Agnès Le Brun                 | 1 stycznia 2011      |
| Francja         | UMP      | Michel Dantin                | 15 czerwca 2012      | Nora Berra                    | 16 czerwca 2012      |
| Francja         | UMP      | Pascale Gruny                | 13 grudnia 2010      | Philippe Boulland             | 15 grudnia 2010      |
| Francja         | UMP      | Catherine Soullie            | 23 marca 2011        | Brice Hortefeux               | 24 marca 2011        |
| Francja         | PS       | Kader Arif                   | 15 maja 2012         | Éric Andrieu                  | 16 maja 2012         |
| Francja         | PS       | Harlem Désir                 | 8 kwietnia 2014      | Christine Revault d’Allonnes  | 9 kwietnia 2014      |
| Francja         | PS       | Estelle Grelier              | 16 czerwca 2012      | Jean-Louis Cottigny           | 17 czerwca 2012      |
| Francja         | PS       | Stéphane Le Foll             | 15 maja 2012         | Isabelle Thomas               | 16 maja 2012         |
| Francja         | PS       | Vincent Peillon              | 15 maja 2012         | Karim Zéribi                  | 16 maja 2012         |
| Francja         | PS       | Karim Zéribi                 | 2 maja 2014          | Vincent Peillon               | 3 maja 2014          |
| Francja         | E-É      | Pascal Canfin                | 15 maja 2012         | Jean-Jacob Bicep              | 16 maja 2012         |
| Francja         | E-É      | Jean-Jacob Bicep             | 2 maja 2014          | Pascal Canfin                 | 3 maja 2014          |
| Francja         | PCR      | Élie Hoarau                  | 3 stycznia 2012      | Younous Omarjee               | 4 stycznia 2012      |
| Grecja          | PASOK    | Stawros Lambrinidis          | 16 czerwca 2011      | Dimitris Drutsas              | 22 czerwca 2011      |
| Grecja          | PASOK    | Jeorjos Papakonstandinu      | 6 października 2009  | Spiridon Danelis              | 8 października 2009  |
| Grecja          | Zieloni  | Michalis Tremopulos          | 1 lutego 2012        | Nikos Chrisojelos             | 2 lutego 2012        |
| Grecja          | KKE      | Charalambos Angurakis [zgon] | 12 maja 2014         | Jeorjos Gikopulos             | 19 maja 2014         |
| Grecja          | KKE      | Atanasios Pafilis            | 14 października 2009 | Charalambos Angurakis         | 14 października 2009 |
| Grecja          | LAOS     | Atanasios Plewris            | 14 października 2009 | Nikolaos Salawrakos           | 14 października 2009 |
| Hiszpania       | PP       | José Manuel García-Margallo  | 20 grudnia 2011      | Auxiliadora Correa            | 13 stycznia 2012     |
| Hiszpania       | PP       | Íñigo Méndez de Vigo         | 22 grudnia 2011      | Juan Naranjo Escobar          | 13 stycznia 2012     |
| Hiszpania       | PSOE     | Magdalena Álvarez            | 15 lipca 2010        | Sergio Gutiérrez Prieto       | 19 lipca 2010        |
| Hiszpania       | PSOE     | Ramón Jáuregui               | 20 października 2010 | María Irigoyen Pérez          | 16 listopada 2010    |
| Hiszpania       | EdlP-LV  | Oriol Junqueras (ERC)        | 31 grudnia 2011      | Ana Miranda (BNG)             | 1 stycznia 2012      |
| Hiszpania       | EdlP-LV  | Ana Miranda (BNG)            | 9 lipca 2013         | Inaki Irazabalbeitia (Aralar) | 11 lipca 2013        |
| Holandia        | VVD      | Jeanine Hennis-Plasschaert   | 16 czerwca 2010      | Jan Mulder                    | 22 czerwca 2010      |
| Holandia        | PVV      | Louis Bontes                 | 16 czerwca 2010      | Lucas Hartong                 | 22 czerwca 2010      |
| Holandia        | PVV      | Barry Madlener               | 19 września 2012     | Patricia van der Kammen       | 27 września 2012     |
| Holandia        | PVV      | Daniël van der Stoep         | 31 sierpnia 2011     | Auke Zijlstra                 | 13 września 2011     |
| Irlandia        | Lab.     | Proinsias De Rossa           | 1 lutego 2012        | Emer Costello                 | 15 lutego 2012       |
| Irlandia        | Lab.     | Alan Kelly                   | 24 lutego 2011       | Phil Prendergast              | 21 kwietnia 2011     |
| Irlandia        | PS       | Joe Higgins                  | 24 lutego 2011       | Paul Murphy                   | 1 kwietnia 2011      |
| Litwa           | DP       | Viktor Uspaskich             | 15 listopada 2012    | Justina Vitkauskaitė          | 21 listopada 2012    |
| Malta           | PN       | Simon Busuttil               | 5 kwietnia 2013      | Roberta Metsola               | 25 kwietnia 2013     |
| Malta           | PL       | Louis Grech                  | 12 marca 2013        | Claudette Abela Baldacchino   | 25 kwietnia 2013     |
| Malta           | PL       | Edward Scicluna              | 12 marca 2013        | Marlene Mizzi                 | 25 kwietnia 2013     |
| Niemcy          | CDU      | Kurt Lechner                 | 16 marca 2012        | Birgit Collin-Langen          | 17 marca 2012        |
| Niemcy          | CDU      | Klaus-Heiner Lehne           | 28 lutego 2014       | Annette Koewius               | 12 marca 2014        |
| Niemcy          | CSU      | Anja Weisgerber              | 21 października 2013 | Gabriele Stauner              | 30 października 2013 |
| Niemcy          | Grünen   | Franziska Brantner           | 21 października 2013 | Hiltrud Breyer                | 31 października 2013 |
| Niemcy          | Linke    | Lothar Bisky [zgon]          | 13 sierpnia 2013     | Martina Michels               | 5 września 2013      |
| Polska          | PO       | Lena Kolarska-Bobińska       | 2 grudnia 2013       | Zbigniew Zaleski              | 17 grudnia 2013      |
| Polska          | PO       | Janusz Lewandowski           | 9 lutego 2010        | Jan Kozłowski                 | 4 marca 2010         |
| Polska          | PO       | Rafał Trzaskowski            | 2 grudnia 2013       | Tadeusz Ross                  | 17 grudnia 2013      |
| Portugalia      | CDU      | Ilda Figueiredo              | 17 stycznia 2012     | Inês Zuber                    | 18 stycznia 2012     |
| Portugalia      | BE       | Miguel Portas [zgon]         | 24 kwietnia 2012     | Alda Sousa                    | 9 maja 2012          |
| Portugalia      | PSD      | Graça Carvalho               | 30 kwietnia 2014     | Joaquim Cruz                  | 1 maja 2014          |
| Rumunia         | PRM      | George Becali                | 18 grudnia 2012      | Dan Zamfirescu                | 9 stycznia 2013      |
| Rumunia         | PNL      | Cristian Bușoi               | 16 czerwca 2013      | Ovidiu Silaghi                | 4 września 2013      |
| Rumunia         | PNL      | Ramona Mănescu               | 27 sierpnia 2013     | Eduard Hellvig                | 4 września 2013      |
| Rumunia         | PNL      | Ovidiu Silaghi               | 10 czerwca 2014      | Roberto Dietrich              | 11 czerwca 2014      |
| Rumunia         | PSD      | Rovana Plumb                 | 6 maja 2012          | Minodora Cliveti              | 18 maja 2012         |
| Słowenia        | SD       | Zoran Thaler                 | 20 marca 2011        | Mojca Kleva                   | 13 kwietnia 2011     |
| Szwecja         | V        | Eva-Britt Svensson           | 31 sierpnia 2011     | Mikael Gustafsson             | 22 września 2011     |
| Szwecja         | C        | Lena Ek                      | 28 września 2011     | Kent Johansson                | 18 października 2011 |
| Węgry           | Fidesz   | János Áder                   | 9 maja 2012          | Erik Bánki                    | 1 czerwca 2012       |
| Węgry           | Fidesz   | Erik Bánki                   | 5 maja 2014          | Balázs Hidvéghi               | 15 maja 2014         |
| Węgry           | Fidesz   | Enikő Győri                  | 31 sierpnia 2010     | Zoltán Bagó                   | 12 września 2010     |
| Węgry           | Fidesz   | Pál Schmitt                  | 13 maja 2010         | Ildikó Gáll Pelczné           | 2 czerwca 2010       |
| Węgry           | Jobbik   | Zoltán Balczó                | 13 maja 2010         | Béla Kovács                   | 31 maja 2010         |
| Wielka Brytania | GPEW     | Caroline Lucas               | 17 maja 2010         | Keith Taylor                  | 2 czerwca 2010       |
| Wielka Brytania | LD       | Liz Lynne                    | 4 lutego 2012        | Phil Bennion                  | 6 lutego 2012        |
| Wielka Brytania | LD       | Diana Wallis                 | 31 stycznia 2012     | Rebecca Elisabeth Taylor      | 8 marca 2012         |
| Wielka Brytania | SF       | Bairbre de Brún              | 2 maja 2012          | Martina Anderson              | 12 czerwca 2012      |
| Włochy          | PdL      | Gabriele Albertini           | 14 marca 2013        | Fabrizio Bertot               | 12 kwietnia 2013     |
| Włochy          | PdL      | Giovanni Collino             | 5 czerwca 2011       | Giuseppe Gargani              | 6 czerwca 2011       |
| Włochy          | PdL      | Mario Mauro                  | 14 marca 2013        | Isabella De Martini           | 12 kwietnia 2013     |
| Włochy          | PD       | Francesca Barracciu          | 27 lutego 2014       | Giovanni Barbagallo           | 11 marca 2014        |
| Włochy          | PD       | Rosario Crocetta             | 18 listopada 2012    | Francesca Barracciu           | 17 grudnia 2012      |
| Włochy          | PD       | Debora Serracchiani          | 6 maja 2013          | Franco Frigo                  | 7 maja 2013          |
| Włochy          | PD       | Gianluca Susta               | 14 marca 2013        | Franco Bonanini               | 12 kwietnia 2013     |
| Włochy          | IdV      | Luigi de Magistris           | 18 lipca 2011        | Andrea Zanoni                 | 19 lipca 2011        |

### Dodatkowe mandaty
| Państwo         | Poseł                 | Lista   | Objęcie mandatu |
| --------------- | --------------------- | ------- | --------------- |
| Austria         | Josef Weidenholzer    | SPÖ     | 1 grudnia 2011  |
| Austria         | Ewald Stadler         | BZÖ     | 7 grudnia 2011  |
| Bułgaria        | Swetosław Malinow     | SK-DSB  | 1 grudnia 2011  |
| Francja         | Jean Roatta           | UMP     | 7 grudnia 2011  |
| Francja         | Yves Cochet           | E-É     | 7 grudnia 2011  |
| Hiszpania       | Dolores García-Hierro | PSOE    | 1 grudnia 2011  |
| Hiszpania       | Vicente Garcés Ramón  | PSOE    | 1 grudnia 2011  |
| Hiszpania       | Eva Ortiz Vilella     | PP      | 1 grudnia 2011  |
| Hiszpania       | Salvador Sedó         | CpE-CiU | 1 grudnia 2011  |
| Holandia        | Daniël van der Stoep  | PVV     | 15 grudnia 2011 |
| Łotwa           | Kārlis Šadurskis      | PS      | 1 grudnia 2011  |
| Malta           | Joseph Cuschieri      | PL      | 1 grudnia 2011  |
| Polska          | Arkadiusz Bratkowski  | PSL     | 7 grudnia 2011  |
| Słowenia        | Zofija Mazej Kukovič  | SDS     | 8 grudnia 2011  |
| Szwecja         | Jens Nilsson          | SAP     | 1 grudnia 2011  |
| Szwecja         | Amelia Andersdotter   | PP      | 1 grudnia 2011  |
| Wielka Brytania | Anthea McIntyre       | CP      | 1 grudnia 2011  |
| Włochy          | Gino Trematerra       | UdC     | 1 grudnia 2011  |

12 chorwackich europosłów objęło mandaty 1 lipca 2013.

## Rozkład mandatów według państw i grup
| Grupa poselska Państwo członkowskie | EPP                             | S&D                 | ALDE                | Greens / EFA                 | ECR                        | EUL / NGL          | EFD             | NI                       | Razem    |
| Austria                             | 6 (ÖVP)                         | 5 (SPÖ)             |                     | 2 (Zieloni)                  |                            |                    |                 | 3 (LHPM) 2 (FPÖ) 1 (BZÖ) | 19       |
| Belgia                              | 2 (CD&V) 1 (cdH) 1 (CSP)        | 2 (PS) 2 (sp.a)     | 3 (Open VLD) 2 (MR) | 2 (Ecolo) 1 (Groen) 1 (N-VA) | 1 (LDD)                    |                    | 1 (VB)          | 1 (VB)                   | 20(22)   |
| Bułgaria                            | 5 (GERB) 2 (SDS+DSB)            | 4 (BSP)             | 3 (DPS) 2 (NDSW)    |                              |                            |                    | 1 (Ataka)       | 1 (Ataka)                | 18       |
| Chorwacja                           | 5 (HDZ)                         | 5 (SDP)             |                     |                              | 1 (HSP AS)                 | 1 (HL-SR)          |                 |                          | 12       |
| Cypr                                | 2 (DISY)                        | 1 (EDEK) 1 (DIKO)   |                     |                              |                            | 2 (AKEL)           |                 |                          | 6        |
| Czechy                              | 2 (KDU-ČSL)                     | 7 (ČSSD)            |                     |                              | 9 (ODS)                    | 4 (KSČM)           |                 |                          | 22       |
| Dania                               | 1 (C)                           | 4 (A) 1 (F)         | 3 (V)               | 1 (F)                        | 1 (O)                      | 1 (N)              | 1 (O)           |                          | 13       |
| Estonia                             | 1 (IRL)                         | 1 (SDE)             | 2 (KE) 1 (RE)       | 1 (Tarand)                   |                            |                    |                 |                          | 6        |
| Finlandia                           | 3 (Kok.) 1 (KD)                 | 2 (SDP)             | 3 (Kesk.) 1 (SFP)   | 2 (Vihr.)                    |                            |                    | 1 (PS)          |                          | 13       |
| Francja                             | 30 (UMP i koalicjanci)          | 14 (PS)             | 6 (MoDem)           | 15 (E-É)                     |                            | 4 (PCF+PG) 1 (PCR) | 1 (MPF)         | 3 (FN)                   | 74       |
| Grecja                              | 7 (ND)                          | 8 (PASOK)           | 1 (ND)              | 1 (Zieloni)                  |                            | 2 (KKE) 1 (Syriza) | 2 (LAOS)        |                          | 22       |
| Hiszpania                           | 24 (PP) 1 (CpE)                 | 23 (PSOE)           | 2 (CpE)             | 1 (BNG) 1 (ICV)              |                            | 1 (IU)             |                 | 1 (UPyD)                 | 54       |
| Holandia                            | 5 (CDA)                         | 3 (PvdA)            | 3 (VVD) 3 (D66)     | 3 (GL)                       | 1 (CU)                     | 2 (SP)             | 1 (SGP)         | 5 (PVV)                  | 26       |
| Irlandia                            | 4 (FG)                          | 2 (Lab.)            | 3 (FF) 1 (Harkin)   |                              |                            | 1 (PS)             |                 | 1 (Lab.)                 | 12       |
| Litwa                               | 4 (TS-LKD)                      | 3 (LSDP)            | 1 (DP) 1 (LRLS)     |                              | 1 (AWPL)                   |                    | 2 (TiT)         |                          | 12       |
| Luksemburg                          | 3 (CSV)                         | 1 (LSAP)            | 1 (DP)              | 1 (déi gréng)                |                            |                    |                 |                          | 6        |
| Łotwa                               | 1 (JL) 3 (PS)                   | 1 (TSP)             | 1 (LPP/LC)          | 1 (PCTVL)                    | 1 (TB/LNKK)                | 1 (LSP)            |                 |                          | 9        |
| Malta                               | 2 (PN)                          | 4 (PL)              |                     |                              |                            |                    |                 |                          | 6        |
| Niemcy                              | 34 (CDU) 8 (CSU)                | 23 (SPD)            | 12 (FDP)            | 14 (Grünen)                  |                            | 8 (Linke)          |                 |                          | 99       |
| Polska                              | 24 (PO) 4 (PSL)                 | 7 (SLD-UP)          |                     |                              | 11 (PiS) 1 (PO)            |                    | 4 (PiS)         |                          | 51       |
| Portugalia                          | 8 (PSD) 2 (CDS)                 | 7 (PS)              |                     | 1 (BE)                       |                            | 2 (BE) 2 (CDU)     |                 |                          | 22       |
| Rumunia                             | 10 (PD-L) 3 (UDMR) 1 (Băsescu)  | 10 (PSD+PC) 1 (PRM) | 5 (PNL)             |                              |                            |                    |                 | 2 (PRM) 1 (PSD+PC)       | 33       |
| Słowacja                            | 2 (SDKÚ-DS) 2 (KDH) 2 (SMK)     | 5 (Smer-SD)         | 1 (LS-HZDS)         |                              |                            |                    | 1 (SNS)         |                          | 13       |
| Słowenia                            | 3 (SDS) 1 (NSi)                 | 2 (SD)              | 1 (LDS) 1 (Zares)   |                              |                            |                    |                 |                          | 8        |
| Szwecja                             | 4 (M) 1 (KD)                    | 6 (SAP)             | 3 (FP) 1 (C)        | 2 (MP) 2 (PP)                |                            | 1 (V)              |                 |                          | 20       |
| Węgry                               | 14 (Fidesz+KDNP)                | 4 (MSZP)            |                     |                              | 1 (MDF)                    |                    |                 | 3 (Jobbik)               | 22       |
| Wielka Brytania                     |                                 | 13 (LP)             | 11 (LD) 1 (CP)      | 2 (GPEW) 2 (SNP) 1 (PC)      | 24 (CP) 1 (UCUNF) 2 (UKIP) | 1 (SF)             | 7 (UKIP) 1 (CP) | 4 (UKIP) 2 (BNP) 1 (DUP) | 73       |
| Włochy                              | 27 (PdL) 5 (UdC) 1 (SVP) 1 (LN) | 20 (PD) 3 (IdV)     | 4 (IdV)             |                              | 2 (PdL)                    |                    | 7 (LN) 1 (UdC)  | 1 (LN) 1 (PD)            | 73       |
| Unia Europejska                     | 273                             | 195                 | 82                  | 57                           | 57                         | 35                 | 31              | 33                       | 764(766) |